# Fritz Janson

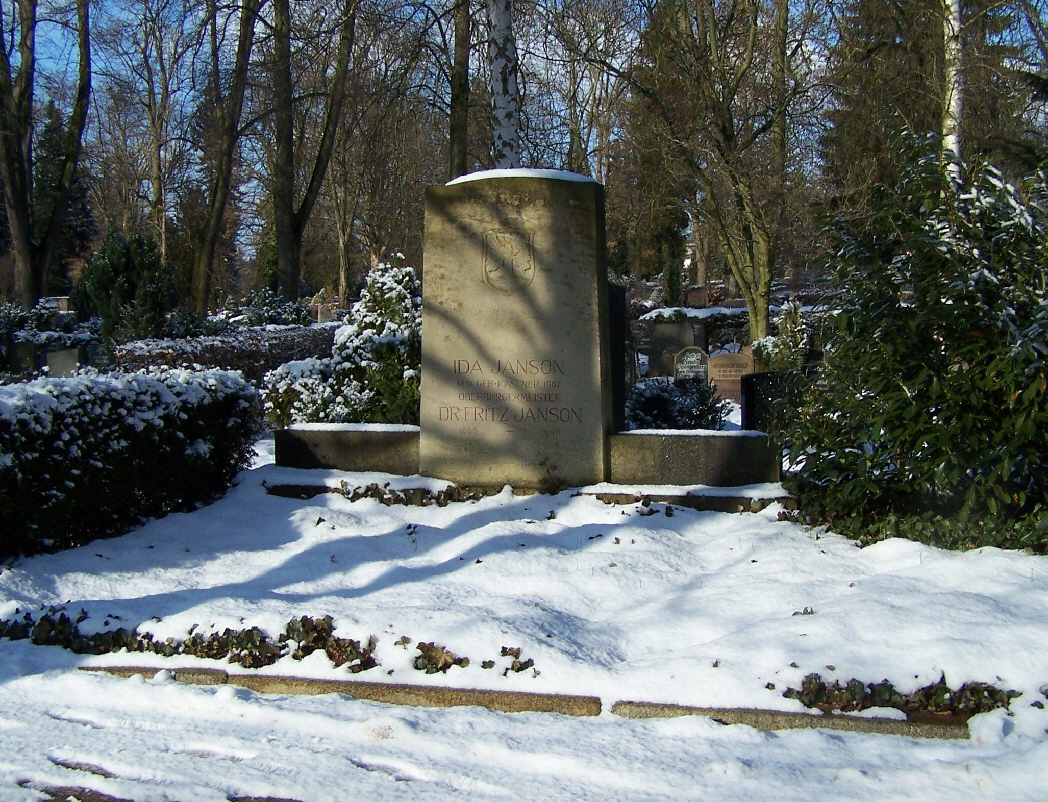
Das Ehrengrab für Fritz Janson auf dem Eisenacher Hauptfriedhof

Fritz Janson (* 29. März 1885 in Langula; † 25. Mai 1946 in Höngeda)  war ein deutscher Kommunalpolitiker und Oberbürgermeister der Stadt Eisenach.

## Leben
Janson entstammt einer schwedischstämmigen Familie, die im 17. Jahrhundert nach Deutschland ausgewandert war. Er besuchte im thüringischen Mühlhausen die Schule und legte dort sein Abitur ab. In den Jahren 1904 bis 1908 studierte er Rechtswissenschaften und Volkswirtschaftslehre in München, Berlin und Göttingen. 1911 legte er das erste juristische Staatsexamen ab und promovierte 1913 an der Universität Göttingen. Nach Tätigkeiten als Rechtsanwalts- und Notarvertreter in Mühlhausen und Berlin wurde er Magistratsassessor in Zeitz. Er absolvierte seinen Militärdienst in Potsdam und wurde als Reserveoffizier im Ersten Weltkrieg schwer verwundet. Nach Beendigung seines Militärdienstes als Hauptmann der Reserve beim Generalkommando des Heeres in Kassel trat er 1919 in den Dienst der Stadtverwaltung Eisenach. 
Janson war verheiratet und hatte zwei Kinder. Er starb am 25. Mai 1946 im Alter von 61 Jahren in Höngeda und fand seine letzte Ruhestätte auf dem Eisenacher Hauptfriedhof, wo sein Ehrengrab erhalten ist.

## Wirken

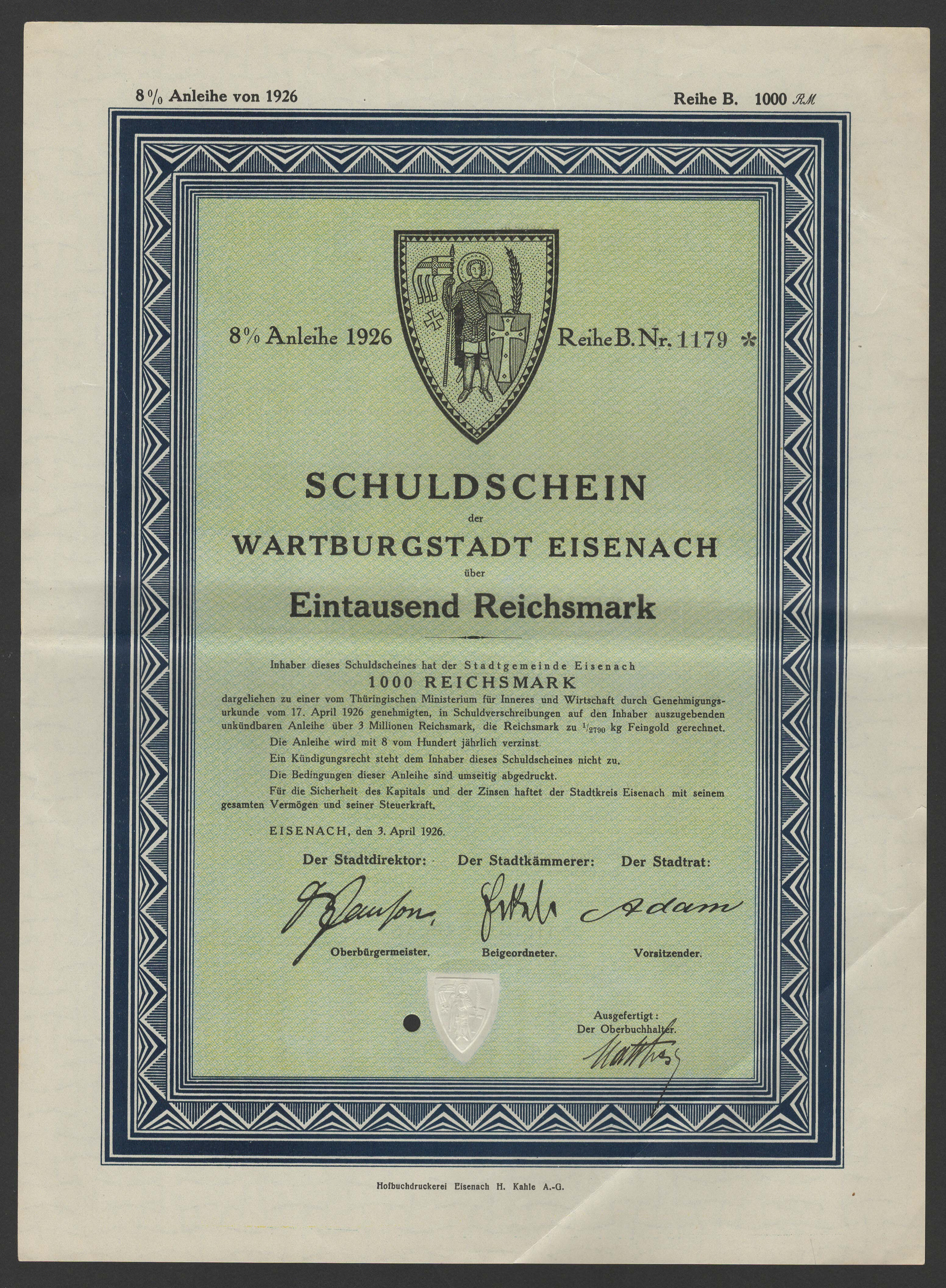
Anleihe über 1000 RM der Wartburgstadt Eisenach vom 3. April 1926 mit Unterschrift von Oberbürgermeister Fritz Janson.

Im Juni 1919 wurde er zunächst zweiter Bürgermeister von Eisenach, am 12. Oktober 1919 wurde er zum Oberbürgermeister ernannt. Er war Mitglied der Deutschen Volkspartei und galt als enger Vertrauter Gustav Stresemanns. Als größtes Verdienst seiner Amtszeit gilt die Überführung der Wartburg in eine Stiftung. Nachdem der Großherzog Wilhelm Ernst, zu dessen Privatbesitz die Wartburg gehörte, 1918 zur Abdankung gezwungen und enteignet wurde, war die Eigentumsfrage der Burg unklar. Nach langwierigen Verhandlungen gelang es, die Burg in eine Stiftung des öffentlichen Rechts zu überführen, erster Stiftungsratsvorsitzender war Janson.
Janson war zudem ein Förderer der Eisenacher Wirtschaft: Während seiner Amtszeit übernahm BMW die Anteile an der Fahrzeugfabrik Eisenach und die Elektrizitätswerke wurden städtisches Eigentum. Er war im Verwaltungsrat der Carl-Alexander-Stiftung tätig und Gründer einer Bildungsstätte für evangelische Theologen, der Hainstein AG. In seiner Amtszeit hatte Eisenach eine rege Bauzeit zu verzeichnen, es wurden u. a. die Ernst-Abbe-Schule und das städtische Krankenhaus errichtet. Ab 1934 versuchten die Nationalsozialisten mehrfach, ihn aus dem Amt zu drängen, was schließlich 1937 gelang.
Zum 31. März 1937 wurde Janson unter Verleihung des Ehrenbürgerbriefes in den Ruhestand geschickt. Offiziell begründet wurde die Ablösung mit § 44 der deutschen Gemeindeordnung, in dem ein Wechsel des Verwaltungspersonals empfohlen wird, um der Verwaltungsarbeit neue Impulse zu geben. Mit Janson schieden mit gleicher Begründung der Oberbaurat und Bürgermeister Karl Hofferbert, Stadtkämmerer Eckel und Stadtrat Sachse aus dem Amt.